# Варшавский концентрационный лагерь
Варшавский концентрационный лагерь (нем. Konzentrationslager Warschau или концентрационный лагерь Генсювка) — нацистский концлагерь, построенный и действовавший во время Второй мировой войны в Варшаве на руинах Варшавского гетто вокруг тюрьмы Генсювки.
Отсутствует в большинстве отчётов о Холокосте и мало освещается в историографии. Примерно 8-9 тыс. заключённых были вовлечены в рабский труд из них 4-5 тысяч погибли. Общее количество жертв оценивается до 20 тыс. В лагере уничтожали евреев из Венгрии, Греции и Италии.
Был в центре теории заговора о том, что в тоннеле возле станции Варшава-Западная была построена гигантская газовая камера, в которой якобы было уничтожено 200 тысяч этнических поляков. Первоисточником данной информации была судья Мария Тшчиньска, сотрудница главной комиссии ПНР по расследованию нацистских преступлений в Польше. Эта легенда была опровергнута в работах профессора истории Хави Дрейфус из Тель-Авивского университета, эксперта мемориального комплекса «Яд Вашем» и профессора Яна Грабовски, канадского историка из университета Оттавы.